# Áp chế phòng không của đối phương

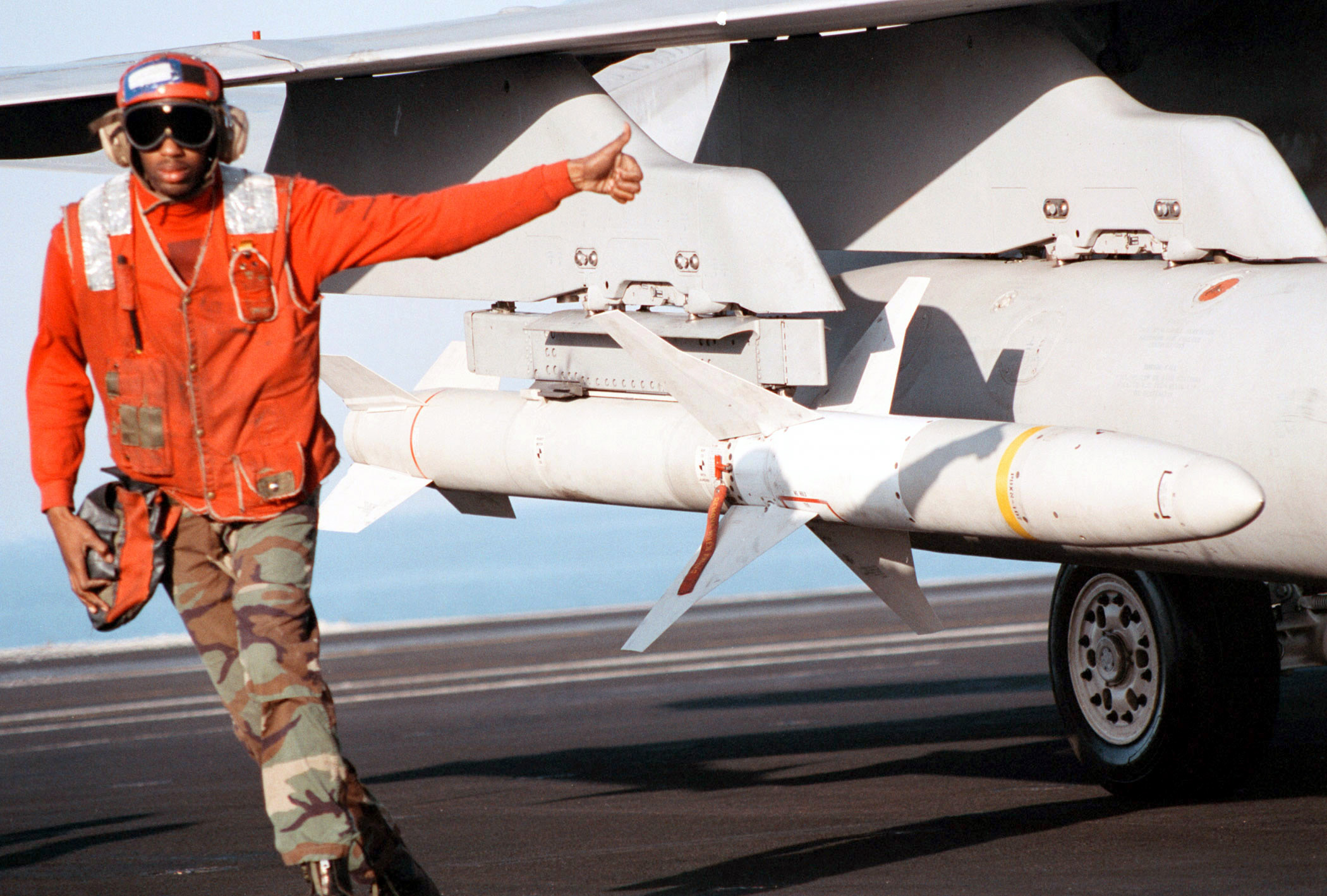
Tên lửa tầm nhiệt AGM-88 HARM.

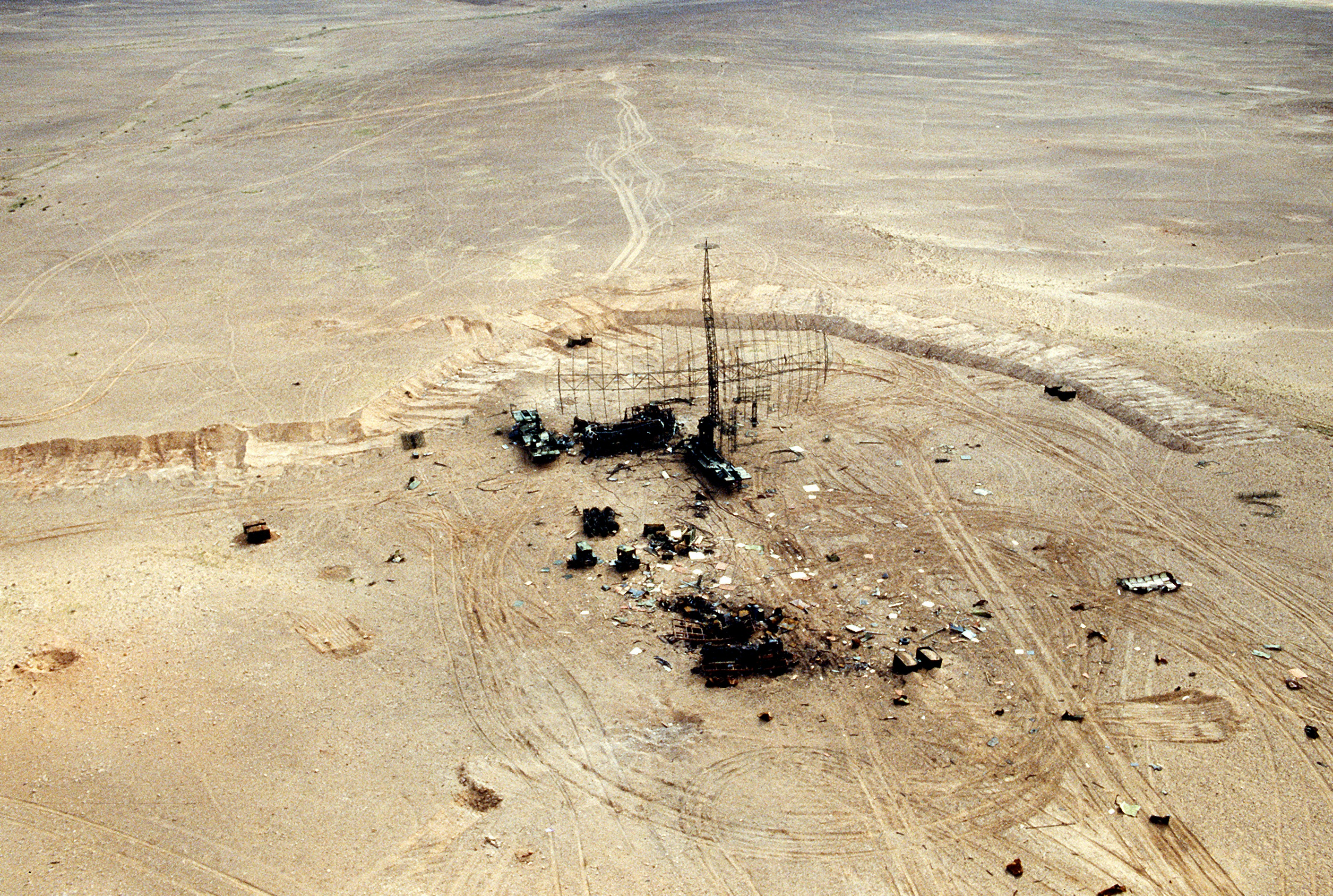
Một trạm radar của Iraq bị Sư đoàn Thiết giáp hạng nhẹ số 6 của Pháp phá hủy trong chiến dịch Bão táp Sa mạc.

Áp chế hệ thống phòng không của đối phương (SEAD), hay đơn giản là áp chế phòng không, là các hành động quân sự nhằm áp chế hệ thống phòng không trên mặt đất của đối phương, bao gồm không chỉ tên lửa đất đối không (SAM) và pháo phòng không (AAA) mà còn cả các hệ thống liên quan đến nhau như radar cảnh báo sớm và các chức năng chỉ huy, điều khiển và liên lạc (C3), đồng thời đánh dấu các mục tiêu khác sẽ tiêu diệt bằng một cuộc không kích.